# Helvis de Rama
 (juin 2025).
Helvis de Rama, née vers 1122 et morte vers 1158, est une dame noble du royaume de Jérusalem. Elle est la fille de Baudouin de Rama, seigneur de Rama, et de son épouse Étiennette de Naplouse.
Vers 1137 ou 1138, elle épouse en premières noces Balian d'Ibelin, seigneur d'Ibelin et de Mirabel ainsi que connétable du comté de Jaffa. De ce mariage naissent cinq enfants :
- Hugues d'Ibelin († en 1170), seigneur d'Ibelin et de Rama ;
- Baudouin d'Ibelin († en 1187), seigneur de Mirabel, puis d'Ibelin et de Rama ;
- Balian d'Ibelin († en 1193), seigneur de Naplouse et d'Ibelin ;
- Ermengarde d'Ibelin († entre 1160 et 1167), mariée à Elinard de Bures, prince de Galilée et seigneur de Tibérias ;
- Stéphanie d'Ibelin († après 1167).

Lorsque son père meurt en 1138, elle et son époux héritent de Rama et du château de Mirabel, jusqu'à ce que son frère Rénier les revendique en 1143 ou 1144, ce qui signifie probablement qu'il est son frère cadet et qu'il venait d'atteindre l'âge de la majorité.
Pendant ce temps, probablement vers 1141, son époux Balian d'Ibelin reçoit en fief le nouveau château d'Ibelin par le roi de Jérusalem Foulques V d'Anjou. Cela est probablement une récompense pour le soutien de Balian à Foulques pendant la rébellion du comte Hugues de Jaffa quelques années plus tôt, à moins que ce soit une compensation pour la perte prochaine de Rama et de Mirabel. Toutefois, Rénier meurt sans enfant entre 1146 et 1148, et Rama et Mirabel retournent à Helvis et Balian.

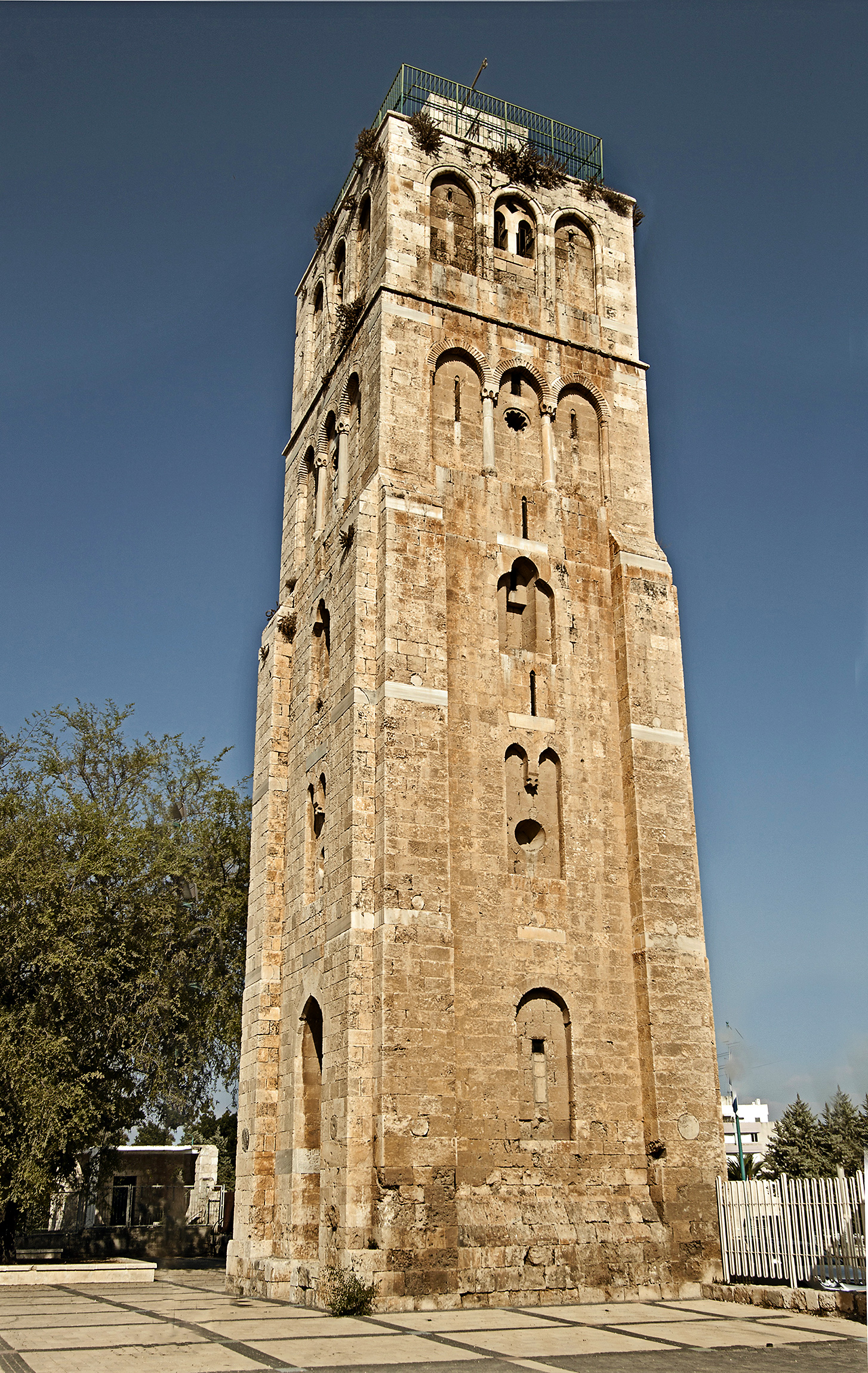
La Tour blanche, vestige de l'église romane transformée en mosquée blanche de Ramla, XIIIe siècle.

Balian d'Ibelin meurt en 1151 et la seigneuries d'Ibelin va à leur fils aîné Hugues. Quant à Helvis, elle épouse rapidement en secondes noces Manassès de Hierges, connétable du royaume de Jérusalem ainsi qu'un parent de la reine Mélisende, qui a probablement arrangé cette union.
Environ à la même période, le fils de Mélisende, Baudouin III de Jérusalem, atteint l'âge de la majorité et revendique son droit au royaume. Alors que Manassès prend le parti de Mélisende dans cette querelle, Baudouin III assiège et capture Mirabel et Manasses est exilé du royaume. Les fils d'Helvis issus de son premier mariage soutenaient Baudouin III, probablement parce qu'ils se sont estimés offensés par l'arrangement des noces de Manassès avec leur mère entrainant la perte de leur droit à la succession de Rama et de Mirabel.
Malgré l'exil de son époux, Helvis et lui semblent être restés mariés et elle n'a pas contracté d'autre union. De ce mariage naissent deux filles :
- Helvis de Hierges, mariée à Anceau de Brie en 1167 ;
- Ysabeau de Hierges, mariée à Hugues de Mimars en 1180.

Helvis meurt vers 1158, et Rama et Mirabel vont ensuite à son fils Hugues.